# 2 (Black Country Communion)
2 è il secondo album in studio del supergruppo statunitense Black Country Communion, pubblicato il 13 giugno 2011 dalla Mascot Records.

## Tracce
1. The Outsider – 4:23 (testo: Glenn Hughes – musica: Glenn Hughes, Joe Bonamassa, Derek Sherinian, Kevin Shirley)
2. Man in the Middle – 4:35 (testo: Glenn Hughes – musica: Glenn Hughes, Joe Bonamassa, Kevin Shirley)
3. The Battle for Hadrian's Wall – 5:11 (testo: Joe Bonamassa – musica: Joe Bonamassa, Glenn Hughes, Kevin Shirley)
4. Save Me – 7:43 (testo: Glenn Hughes, Jason Bonham – musica: Jason Bonham, Chris Blackwell, Joe Bonamassa, Sherinian, Glenn Hughes, Kevin Shirley)
5. Smokestack Woman – 5:10 (Glenn Hughes)
6. Faithless – 5:12 (testo: Glenn Hughes – musica: Glenn Hughes, Joe Bonamassa, Kevin Shirley)
7. An Ordinary Son – 7:59 (testo: Joe Bonamassa, Glenn Hughes – musica: Joe Bonamassa, Glenn Hughes, Kevin Shirley)
8. I Can See Your Spirit – 4:12 (testo: Glenn Hughes – musica: Glenn Hughes, Joe Bonamassa, Kevin Shirley)
9. Little Secret – 6:59 (Glenn Hughes)
10. Crossfire – 6:03 (Glenn Hughes)
11. Cold – 6:55 (testo: Glenn Hughes – musica: Glenn Hughes, Joe Bonamassa, Kevin Shirley)

## Formazione
- Glenn Hughes – voce, basso
- Joe Bonamassa – chitarra solista e ritmica, cori; voce (tracce 3 e 7); theremin (traccia 5)
- Derek Sherinian – tastiera
- Jason Bonham – batteria, percussioni